# 六氣
六氣，又稱「氣運」，古人也有稱之為「地氣」，是附會於五行的自然氣候變化的六種現象，指陰、陽、風、雨、晦、明之氣。《莊子·逍遙遊》有謂：「若夫乘天地之正，而御六氣之辯。」《左傳·昭公元年》曰：「天有六氣，降生五味。」

## 漢醫學的應用
五運六氣本身也是一個漢醫常應用到的觀念，指人體生命活動的六種基本物質。即精、氣、津、液、血、脈。金元四大醫學家之一的劉完素就是研究這方面的專家。
- 病因上的六氣

「六氣」指風、寒、暑、濕、燥、火，為自然界的六種正常氣候。六氣代表一年六個時節的氣候特徵，若六氣表現太過，則自然界的氣候不正常，此時因六氣異常表現而產生的六種致病因素，稱「六淫」。在某些情況下，「六淫」有「六氣」、「六元」等不同的稱呼。
- 運氣學說的六氣

「六氣」指風、熱、火、溼、燥、寒六種氣候。並依三陰三陽、五行、標本中氣的思想而有分析氣候變化、推測疾病發展的涵義。

## 情志上的六氣
「六氣」一詞也指好、惡、喜、怒、哀、樂六種情志。《管子·戒》曰：「是故聖人齊滋味而時動靜，御正六氣之變，禁止聲色之淫。」

## 外部連結
- 五運六氣學說 （页面存档备份，存于）